# 멀티골
멀티골(일본어식 영어: multi goal, 일본어: マルチゴール)은 대한민국과 일본에서 축구나 하키 따위의 구기 종목에서 한 선수가 두 골을 넣는 경우를 의미하는 한국어식 영어이자 일본어식 영어이다. 영어권에서는 브레이스(brace)라는 단어를 사용한다.

## 어원
구기종목에서 한 선수가 두 골을 넣은 경우 2000년대 초반까지 이에 대해 따로 지칭하는 특별한 용어가 국내에서는 존재하지 않았고 상황 그대로 대부분 '두 골을 넣었다' 혹은 '두 골을 기록했다' 이렇게 풀어서 서술하였다.
인터넷 기간별 검색에 의하면 2005년 1월 27일 경향신문의 축구기사에서 멀티골이라는 용어가 처음 발견되는데이 후 멀티 플레이어(정확한 용어는 유틸리티 플레이어)와 함께 영어권의 전문적인 용어로 잘못 인식되면서 한국 축구계와 언론계에 빠르게 전파되었다.

## 비판
영어권에서 사용하지 않는 부정확한 용어임을 차치하고서라도 멀티(multi)라는 의미는 "두개 이상 다수의" 이런 의미를 가졌기 때문에
2골, 3골(해트트릭), 4골 모두 멀티골로 불러도 무방하기 때문에 모호한 용어이며 그렇다고 지금처럼 2골만 멀티골로
부르는 것은 오히려 단어의 본래 뜻에 맞지도 않어 이래저래 문제가 있는 용어이다.

## 같이 보기
- 해트트릭